# Jean-Pierre Orban
Pour les articles homonymes, voir Orban.
Jean-Pierre Orban, né à Ougrée (Belgique), est écrivain de nationalité belge et française.

## Biographie
Son père est belge et sa mère italienne. Il est le petit-fils d'immigrés italiens et a passé son enfance en Afrique, avec de fréquents séjours en Italie. Il passe sa jeunesse à Bruxelles et étudie la philosophie à l'Université de Louvain, le journalisme à l'Université de Bruxelles et suit des études théâtrales à l'Université de Louvain.
Il a ensuite, successivement, vécu à Londres, dans la région toulousaine et à Paris.
Il a été journaliste, collaborateur de maisons d'édition, traducteur et rédacteur publicitaire.
Il est directeur de la collection « Pulsations » des éditions Vents d'ailleurs) où il a publié Sello K. Duiker, Shenaz Patel, Bernardo Kucinski, Blaise Ndala et Ngugi wa Thiong'o (2021). Il a créé et dirigé la collection patrimoniale L'Afrique au cœur des Lettres à L'Harmattan, où il a publié, notamment, Thomas Kanza, Noël X. Ebony, Malcolm de Chazal, Paul Lomami Tchibamba et réédité Mark Twain et Jules Verne.
Il est chercheur associé à l’Institut des textes et manuscrits modernes, équipe "Manuscrits francophones". Il y dirige le groupe de recherche Schwarz-Bart', au sein duquel il se consacre personnellement à la question de l'œuvre inachevée d'André Schwarz-Bart. Il accompagne le transfert des archives d'André et de Simone Schwarz-Bart à la Bibliothèque nationale de France.
Il écrit la première histoire exhaustive, basée sur les archives des Editions du Seuil, du roman "Le Devoir de violence" de Yambo Ouologuem accusé de plagiat, lui-même accusant Le Seuil d'avoir caviardé son texte.
Il est le traducteur (du néerlandais, avec la contribution de Paul Tannenwald) de "L'Ordre Nouveau" de Maurice De Wilde (Duculot, 1983), qui provoqua un débat majeur sur la collaboration en Belgique durant la Deuxième Guerre mondiale.
Il est le premier traducteur en français du "Soliloque du roi Léopold" de Mark Twain (Jacques Antoine Ed. 1987 et L'Harmattan, 2005), qu'il préface et adapte ensuite au théâtre une première fois avec la Compagnie Point Zéro au Théâtre des Martyrs à Bruxelles (2005), puis avec une troupe congolaise à Goma, Bukavu, Kisangani... (RDC) en 2019.
Il a traduit "Sleep with Me", pièce de Hanif Kureishi (en français sous le titre "Couche avec moi" ou "Nuit d'amour" (tapuscrit CNES, BnF).
Le cœur de son œuvre réside cependant dans l'écriture littéraire personnelle (romans, nouvelles, théâtre, biographie littéraire, œuvres pour la jeunesse).
Il commence par publier des récits pour la jeunesse (Okapi - Bayard Presse, Francs et Franches Camarades). Plus tard son récit "Madame t'es vieille" (Syros, 1995, avec des photos de Francis Jacoby) sera adapté au théâtre par la Compagnie Che Panses Vertes d'Amiens. En 1989, il publie un recueil de nouvelles, "Chronique des fins" (1989, Le Pré aux Sources). En 1995, il fait paraître "Les Rois sauvages", court roman sur les révoltes de jeunes et la formation des tribus urbaines dans une cité imaginaire. De 1995 à 2001, à Londres, il prépare un cycle romanesque sur l'identité et les migrations. De ce cycle, naîtra "Vera" (Le Mercure de France, 2014), qui obtient le Prix du premier roman 2014 ; le roman obtiendra également le prix Sander Pierron 2014 de l'Académie de langue et de littérature française de Belgique, le prix Saga 2015, le prix du Livre européen 2015, et sera finaliste du prix Victor-Rossel 2014. Du même cycle, paraîtra aussi Toutes les îles et l'océan, roman, le 1er mars 2018 au Mercure de France, également sélectionné pour le Prix du Livre européen 2018.
Ses textes théâtraux comprennent "Entendez-vous la mer?" (Festival de Seneffe, 2005), représenté en 2007 au Théâtre-Poème sous le titre "Monsieur" dans une mise en scène de Monique Dorsel et "Au loin dans les rues" (Festival de Seneffe, 2007, mise ne scène par lui-même).
Sa biographie de Pierre Mertens paraît en octobre 2018 aux Impressions Nouvelles. Il l'écrit en deux versions, l'une plus narrative (imprimée), l'autre plus littéraire, analytique et plus longue d'un tiers (numérique).
A l'été 2023, il achève un nouveau roman, "L'écharde dans la chair", à paraître.

## Œuvres

### Littérature
Romans
- Vera, Paris, Mercure de France, 2014, 250 p. Prix du Premier roman français 2014, Prix Sander Pierron 2014 de l'Académie de langue et de littérature françaises de Belgique, prix Saga 2015, Prix du livre européen 2015  (ISBN 978-2-7152-3534-2)[8]. Traduit en anglais (sous le titre "The Ends of Stories" chez Francis Boutle Publishers), en italien et en vietnamien.
- Toutes les îles et l'océan, Mercure de France, mars 2018. Traduit en vietnamien.

Novella
Les Rois sauvages, 'micro-roman', Bruxelles, Éditions le Pré aux Sources, 1993, 127 p. (OCLC 493172790)
Nouvelles (sélection)
- "CV, Milou et Pénélope" dans Bruxelles littéraire, Bruxelles, Éditions Le Pré aux Sources, 1987.
- Chronique des fins, recueil, Bruxelles, Éditions le Pré aux Sources, 1991, 127 p. (OCLC 493172790)[Note 1],[9]
- "Enchâssements", Marginales, no 250, Été 2003, Avin (Belgique), Éd. Luce Wilquin.
- "Noir, blanc, rouge", Marginales, no 251, Automne 2003, Avin (Belgique), Éd. Luce Wilquin.
- "Le silence des miroirs", Marginales, no 253, Printemps 2004, Avin (Belgique), Éd. Luce Wilquin.
- "À jamais, la caresse des vagues sur les lèvres du temps", Marginales, no 259, Automne 2005, Avin (Belgique), Éd. Luce Wilquin.
- "King’s Cross, Inferno, Canto III", Marginales, no 260, Hiver 2005, Avin (Belgique), Éd. Luce Wilquin.« Corpus », Marginales, no 263, Automne 2006, Avin (Belgique), Éd. Luce Wilquin.
- "Corpus", Marginales, no 263, Automne 2006, Avin (Belgique), Éd. Luce Wilquin.
- "La dépense", Marginales, no 264, Hiver 2006, Avin (Belgique), Éd. Luce Wilquin.
- "Gloria et les nombres, journal inachevé", Marginales, no 267, Automne 2007, Avin (Belgique), Éd. Luce Wilquin.
- "Un fort", Marginales, no 268, Hiver 2007, Avin (Belgique), Éd. Luce Wilquin.
- "Ombres", Marginales, no 270-271, Été-Automne 2008, Avin (Belgique), Éd. Luce Wilquin.
- "Perrier, c’est fou", Marginales, no 273, Automne 2009, Avin (Belgique), Éd. Luce Wilquin.
- "Ses mots sous ma main", Marginales, no 278, Printemps 2011, Bruxelles, Éd. Vertige et Impressions de Bruxelles, Bruxelles, 180e éditions, juin 2013  (ISBN 2872691944).
- "Babbo babbeo", Marginales, Printemps 2014, Bruxelles, Éd. Vertige.

Récit poétique
- Nous nous ressemblons tant, Bruxelles, Maelström, décembre 2014, 56 p.  (ISBN 978-2-87505-187-5)

Littérature d’enfance et de jeunesse
- Les Enquêtes de Marlou et Kioui, ill. de Françoise Clabots, Paris, Éditions Gamma Jeunesse, 6 albums, 1992-94, Note 2
- Madame, t’es vieille, photos de Francis Jacoby, Paris, Éditions Syros, 1995, 32 p.  (ISBN 2-84146-179-3)

Théâtre
- King Leopold II, d’après Mark Twain, Théâtre de la Place des Martyrs, Bruxelles, février-mars 2005.
- Entendez-vous la mer ?, Festival de Seneffe, 2005, réécrit sous le titre de Monsieur, Théâtre-Poème, Bruxelles, janvier-février 20095
- Au loin dans les rues, Festival de Seneffe, 2007
- Toutes nos nuits Rothko, projet théâtral en cours, texte de J.-P. Orban, inédit.

### Biographie
Pierre Mertens, Le siècle pour mémoire, 560 pages, Les Impressions nouvelles, 2018  (ISBN 978-2-87449-630-1). Version numérique sous le titre de Pierre Mertens et le ruban de Möbius  (ISBN 978-2-87449-631-8).

### Traductions, adaptations (sélection)
- Maurice De Wilde, L’Ordre Nouveau, traduit du néerlandais avec Paul Tannenwald, Gembloux-Paris, Duculot, 1984, 191 p.,  (ISBN 2801104841)
- Jef Rens, Rencontres avec le siècle, Une vie au service de la justice sociale, traduit du néerlandais, Gembloux-Paris, Duculot, 1987, 204 p.,  (ISBN 2-8011-0705-0)
- Mark Twain, Le Soliloque du roi Léopold, traduit de l’anglais, Bruxelles, Jacques Antoine, 1987, réédition Paris, L’Harmattan, 2004 et 2008, 59 p.  (ISBN 2-7475-6175-5)
- Hanif Kureishi, Nuit d’amour ou "Couche avec moi", théâtre, adaptation de l’anglais de Sleep with Me (Londres, Faber & Faber, 1999),
- Sasha Damjanovski, Option, Shift, Seven, scénario, adaptation, Peacock Productions, Londres, 1999.
- Ngugi wa Thiong'o, Rêver en temps de guerre, traduit de l'anglais (Kenya-USA) avec Annaëlle Rochard, La Roque d'Anthéron, Vents d'ailleurs, 2022, 258 pages,  (ISBN 978-2-36413-205-4)[10]

### Préfaces, avant-propos, articles et ouvrages critiques (sélection)
- « Mark Twain vs Léopold II : l’arme du rire contre le désir d’empire », postface à Le Soliloque du roi Léopold de Mark Twain, Bruxelles, Jacques Antoine Ed., 1987, réédition Paris, L’Harmattan, 2004, 2008, p. I-XVIII.
- « Voies de fait et voies de la fiction : le double retour du refoulé », préface à Frans Quinteyn, Stanleyville sous la terreur simba, Mateka, le temps des ombres, Paris, L’Harmattan, 2004, p. I-XVII.
- « De l’expédition Deltour à la mission Barsac : ou comment du père au fils Verne, l’esprit a changé », avant-propos à Jules Verne, L’Étonnante aventure de la mission Barsac, 2 vol., Paris, L’Harmattan, 2005, vol. I.
- « Sans rancune : dits et non-dits des versions 1965 et 2000 », préface - en collaboration avec M. Kadima-Nzuji – à Thomas Kanza, Sans rancune, Paris, L’Harmattan, 2006, p. 21-49.
- "Interférences et création : La « dynamique auteur-éditeur » dans le processus de création chez Sony Labou Tansi à partir de la comparaison entre Machin la Hernie et L’État honteux", Genesis, no 33, Paris, Presses universitaires de Paris-Sorbonne, 2011.
- « Un continent éditorial à découvrir », avant-propos à James Currey, Quand l’Afrique réplique, la collection « African Writers » et l’essor de la littérature africaine, Paris, L’Harmattan, novembre 2011, p. 7-10.
- "L'auteur africain entre instance éditoriale et autonomie de création", dans La question de l'auteur en littératures africaines (dir. C. Mazauric, A. Neuschäfer), Peter Lang, 2015.
- Un héritage amputé, préface (avec Sami Tchak) à Yambo Ouologuem, Les mille et une bibles du sexe, Paris, Vents d'ailleurs, collection Pulsations, 2015
- "Yambo Ouologuem, écrivain malien, est mort", nécrologie, Le Monde, 19 octobre 2017.
- "Pierre Mertens, genèse d'un écrivain. Du tortillard de banlieue au pigeonnier de Jean Cayrol", Continents manuscrits, 15 mars 2018[11]
- "Livre culte, livre maudit: histoire du Devoir de violence de Yambo Ouologuem, Continents manuscrits, mai 2018: https://journals.openedition.org/coma/1189
- "Notes sur le traître comme figure du biographe, du généticien et de l'écrivain", dans D. Delas (dir.),  Question de l'intime. Biographie et génétique, Limoges, PULIM, 2018.
- "Contre, sans et après Yambo Ouologuem: le paradoxe des (ré)éditions et des études de l'œuvre de son œuvre", dans L'œuvre de Yambo Ouologuem. Un carrefour d'écritures, Fabula, 2019.
- "Décongolisation! Journal réflexif", Ulenspiegel, no 2, Bruxelles-Mons, Hiver 2020.
- "Provocation du silence", sur André Schwarz-Bart, René Char, Franz Kafka, Jean Cayrol, Henri Meschonnic, Paris, Diacritik, 24/06/2020.
- "Comme un voleur qui enrichirait la maison cambriolée: la bibliothèque d'André Schwarz-Bart", Genesis, no 51, Paris, Presses universitaires de Paris-Sorbonne, décembre 2020.

### Direction d’ouvrages
- Charles Moeller, Littérature du XXe siècle et christianisme, Vol. VI (M. Duras, I. Bergman, F. Mauriac, V. Larbaud, S. Undset, G. von Le Fort), établissement du texte posthume, Louvain-la-Neuve, Artel, Paris, Beauchesne, 1993, version espagnole Madrid, Gredos, 1995.

### DVD
- Malcolm de Chazal revisité, en collaboration avec Robert Furlong, Paris, L’Harmattan, 2008.

### Divers
- La Mer du Nord, du Zoute à La Panne, tome 1, Yvan Dusausoit et Jean-Pierre Orban, photos de Francis Jacoby, Belgique, Éditions le pré aux Sources, 1991, 232 p. (OCLC 4931727903)